# Amedeo Avogadro

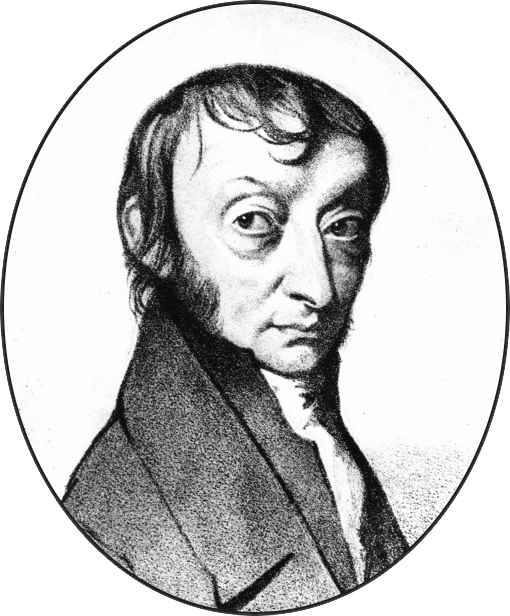
Amedeo Avogadro

Lorenzo Romano Amedeo Carlo Avogadro di Quaregna e Cerreto (Turijn, 9 augustus 1776 - aldaar, 9 juli 1856) was een Italiaans natuur- en scheikundige. Avogadro werd vooral bekend door de wet van Avogadro (1811) en de naar hem genoemde constante van Avogadro.
Avogadro werd geboren in Turijn en was een briljante student. Hij studeerde af in kerkrecht op 20-jarige leeftijd. Hij wijdde zich vervolgens met veel succes aan de studie van natuurkunde en wiskunde. Hij deed een aantal belangrijke ontdekkingen maar publiceerde de meeste van zijn experimenten niet.
Evenals Lavoisier maakte Avogadro zich verdienstelijk op verschillende gebieden van het maatschappelijk leven.